# Søfart (fagblad)
 For alternative betydninger, se Søfart (flertydig). (Se også artikler, som begynder med Søfart)
Søfart er et maritimt fagblad, som henvender sig til personer med interesse for nyhedsstof og baggrundsartikler om søfartserhvervet i Danmark og udlandet.
Søfart udkommer 40/ 41 gange årligt og udgives af Nordiske Medier. Tidligere blev bladet udgivet af Foreningen til Søfartens Fremme

## Ekstern henvisning
Søfarts hjemmeside
| Bog | Spire Denne artikel om bøger og tidsskrifter er en spire som bør udbygges. Du er velkommen til at hjælpe Wikipedia ved at udvide den. |